# Киевски национален медицински университет
Киевски национален медицински университет „Александър Богомолец“ (на украински: Національний медичний університет імені О. О. Богомольця) е висше медицинско училище, основано през 1841 г. в град Киев, Руска империя.

## История
Създаден е през 1841 г. като Медицински факултет в Киевския университет. Факултетът е отделен под името Медицинска академия през 1920 г.

## Структура

### Факултети
- Медицински факултет № 1
- Медицински факултет № 2
- Медицински факултет № 3
- Медицински факултет № 4
- Медицински факултет № 5
- Факултет по дентална медицина
- Подготвителен факултет за чуждестранни граждани
- Фармацевтичен факултет